# Joop Smits
Joseph Philip (Joop) Smits (Groningen, 12 oktober 1926 - Bilthoven, 10 maart 2003) was in 1964 de eerste mannelijke televisieomroeper van Nederland en zou dat tot 1987 blijven doen.Jarenlang was hij een van de gezichten van de VARA.
Smits meldde zich in 1955 aan voor een screentest bij de VARA, waarna hij werd uitgekozen uit een groep van 400 personen. Vanaf 1956 ging hij aan de slag bij de VARA-radio. Samen met omroepster en presentatrice Elles Berger werd hij in 1972 bekend met het radioprogramma Klink Klaar waarin het spelletje Geen ja, geen nee werd gespeeld. Ook zong hij als solist mee in het koor De flierefluiters, onder leiding van Johan Jong.
In 1960 nam Smits deel aan het Nationaal Songfestival met het liedje Vanavond. Daarmee bereikte hij een 8ste plaats met 27 punten. In 1976 presenteerde hij samen met Elles Berger VARA's Bejaardenzangconcours. Na 1979 werd Smits de presentator van het culturele radioprogramma Hallo Hier Hilversum. Dit zag hij als het hoogtepunt van zijn VARA-carrière. 
In 1988 ging Smits met pensioen. In 2003 stierf hij op 76-jarige leeftijd.